# Поэтессы Серебряного века
Поэтесс Серебряного века, т. е. публиковавших свои стихи с конца XIX века до 1920-х, много. О многих поэтессах совершенно отсутствуют биографические сведения: «Это и Наталия Бернар, которую с удовольствием цитировал Крученых, и Елена Шварцбах-Молчанова, издававшаяся под псевдонимом Графиня Мария, и Лидия Кологривова, от которой в архивах осталась только переписка с начальником её мужа, А. В. Половцевым (изображение его особняка украшало обложку „Аполлона“), и многие другие».

«Расцвет женской поэзии в начале века был синхронен тому слишком хорошо известному процессу, который назван борьбой женщин за равноправие во всех областях жизни. С 1900-х годов женщины рекрутируются не только поэзией, но и различными женскими организациями нового типа, от Лиги равноправия женщин до Женской прогрессивной партии. Феминизм, родившийся ещё в XVIII веке, пришел в Россию вместе с такими словами, как „эмансипэ“, суфражизм, „женщина-танго“, и проявлялся в диспутах и докладах на женскую тему, вроде „Вершины и бездны женской души“, „Бог женщины и мировое зло“, а также в многочисленных газетных и журнальных публикациях. Имея в виду, что литература в России была почти единственной полноценной областью приложения общественного темперамента, естественно было ожидать, что женщины кинутся и в омут поэзии. Так это и произошло».

## Список
| # А Б В Г Д Е Ё Ж З И К Л М Н О П Р С Т У Ф Х Ц Ч Ш Щ Э Ю Я |

### А
- Аделина Адалис
- Вера Аренс
- Клара Арсенева
- Анна Ахматова

- Вера Аренс
- Анна Ахматова

### Б
- Екатерина Баженова
- Анна Баркова
- Екатерина Бекетова
- Любовь Белкина (1878—1944), участница революционного движения.
- Нимфа Алексеевна Бел-Конь-Любомирская (Анна Алексеевна Городецкая, ур. Козельская; 1889 (?) —1945), жена поэта Сергея Городецкого
- Паллада Богданова-Бельская
- Наталия Бенар (1902—1984)
- Анна Боане
- Елена Буланина
- Варвара Бутягина

- Нимфа Бел-конь-Любомирская
- Паллада Богданова-Бельская

### В
- Маргарита Волошина, 1-я жена Максимилиана Волошина.
- Нина Николаевна Васильева (Гордеева)
- Мария Веселкова-Кильштедт (1861—1931)
- Мария Ватсон
- Татьяна Вечорка
- Людмила Вилькина, 2-я жена Н. М. Минского.
- Ада Владимирова
- Галина Владычина (1900—1970)
- Екатерина Волчанецкая (Ровинская, 1881—1956)
- Вольпин, Надежда Давыдовна

### Г
- Гадмер, Елизавета (1863—1935)
- Екатерина Галати (1890—1935)
- Галина Галина (1870—1942, Глафира Адольфовна Эйнерлинг)
- Гедройц, Вера Игнатьевна
- Герцык, Аделаида Казимировна
- Герцык, Евгения Казимировна
- Зинаида Гиппиус
- Изабелла Гриневская
- Елена Гуро
- Наталья Грушко (1891—1974)

- Зинаида Гиппиус
- Изабелла Гриневская
- Елена Гуро

### Д
- Елена Данько
- Мария Дитрих («Графиня Мария», «Мария де Рошефор»)
- Елизавета Дмитриева (Черубина де Габриак)
- Софья Дубнова (1885—1986), жена Хенриха Эрлиха

- Елена Данько
- Елизавета Дмитриева

### Е
- Татьяна Ефименко

### Ж
- Елизавета Жиркова (Элишева)

### З
- Мария Закревская-Рейх
- Вера Звягинцева
- Ольга Зив
- Лидия Зиновьева-Аннибал, жена Вяч. Иванова

- Лидия Зиновьева-Аннибал

### И
- Вера Инбер
- Александра Ильина (1890 −1975, Александра Ивановна Сеферянц)
- Вера Ильина (Буданцева)

- Вера Инбер

### К
- Фейга Коган (1891—1974)
- Лидия Кологривова
- Любовь Копылова
- Наталья Крандиевская-Толстая, жена Алексея Толстого
- Раиса Кудашева
- Наталья Кугушева (1899—1964)
- Елизавета Кузьмина-Караваева

- Наталья Крандиевская-Толстая
- Елизавета Кузьмина-Караваева

### Л
- Лидия Лебедева (1869—1938)
- Лидия Лесная (Лидия Озиясовна Шперлинг) (1889—1972)
- Мария Лёвберг (1894—1934)
- Магда Ливен (1855—после 1929)
- Мирра Лохвицкая
- Надежда Львова
- Вера Лурье

- Мирра Лохвицкая

### М
- Серафима Мадатова
- Варвара Малахиева-Мирович (1869—1954)
- Нина Манухина, жена Георгия Шенгели
- Сусанна Мар
- Мальвина Марьянова (1896—1972), автор воспоминаний о Есенине и адресат нескольких его стихотворений.
- Вера Меркурьева
- Варвара Монина (1894—1943)
- Мария Моравская (1889—1947)
- Ольга Мочалова (1898—1978)

### Н
- Евдокия Нагродская
- Ида Наппельбаум (1900—1993)
- Фредерика Наппельбаум (1902—1958)
- Евдоксия Никитина (Богушевская)
- Екатерина Низен

### О
- Ирина Одоевцева, жена Георгия Иванова

- Ирина Одоевцева

### П
- София Парнок
- Надежда Павлович
- Людмила Перл
- Нина Петровская
- Нина Подгоричани
- Елизавета Полонская
- Наталья Поплавская, сестра поэта Бориса Поплавского

- Нина Петровская

### Р
- Анна Радлова
- Юдифь Райтлер
- Анна Регат (Тагер Елена Михайловна)
- Вера Рудич (1872—после 1940)

- Анна Радлова

### С
- Нина Саконская
- Нина Серпинская
- Поликсена Соловьева
- Вера Станевич  (1890—1967)
- Любовь Столица
- Евгения Студенская
- Елизавета Стырская (1898—1947), первая жена Э. Кроткого.
- Вера Судейкина

- Поликсена Соловьева

### Т
- Елизавета Тараховская
- Маргарита Тумповская
- Тэффи

- Елизавета Тараховская

### У
- Сусанна Укше

### Ф
- Софья Федорченко

### Х
- Нина Хабиас

- Нина Хабиас

### Ц
- Марина Цветаева

### Ч
- Ольга Черемшанова
- Ада Чумаченко
- Ольга Чюмина

### Ш
- Мариэтта Шагинян
- Елена Шварцбах-Молчанова
- Мария Шкапская

### Щ
- Валентина Щеголева
- Татьяна Щепкина-Куперник

### Вымышленные
- Нина Воскресенская (Эдуард Багрицкий)
- Черубина де Габриак
- Нелли (Валерий Брюсов)
- Анжелика Сафьянова (Лев Никулин)